# Лицей прикладных наук
Лицей прикладных наук имени Д. И. Трубецкова (ЛПН) — среднее общеобразовательное учреждение города Саратова, основанное в 1992 году. Находится в доходном доме графа А. Д. Нессельроде, который является памятником градостроительства и архитектуры местного значения.

## История
Идея создания лицея принадлежит члену-корреспонденту Российской академии наук Дмитрию Ивановичу Трубецкову и декану факультета нелинейных процессов Саратовского государственного университета Юрию Ивановичу Лёвину. 1 сентября 1992 года по распоряжению местных властей на базе средней школы № 20 города Саратова был образован колледж прикладных наук. Фактически школа разделилась на гимназию № 4, оставшуюся в её историческом здании на улице Вознесенской, и колледж прикладных наук, разместившийся в доме № 39 по улице Комсомольской.
7 марта 1996 года в соответствии с приказом отдела образования администрации Волжского района Саратова было учреждено МОУ «Лицей колледжа прикладных наук». 19 января 2001 года ЛКПН был переименован в МОУ «Лицей прикладных наук».
4 декабря 2020 года лицею прикладных наук по инициативе родителей учеников присвоили имя Д. И. Трубецкова, скончавшегося в августе. 19 октября 2021 года на базе ЛПН открылась кафедра современных методик преподавания физики СГУ.

## Образовательный процесс
В основе учебного процесса лежат идеи синергетики. По словам Д. И. Трубецкова, главной особенностью ЛПН является «раннее знакомство детей с наукой, которое порождает любовь к ней». Основным приоритетом развития лицея декларируется «создание у обучающихся современной научной картины мира и формирование целостного научного мировоззрения, охватывающего естественнонаучные и гуманитарные области». На 1 сентября 2024 года штат преподавателей насчитывает 19 человек, из которых 26 % — кандидаты наук. Заведение принимает в лицеисты с 7 класса. По состоянию на 1 января 2024 года в ЛПН обучаются 276 человек. С 2020 по 2024 год из стен лицея вышли 33 медалиста. В 2024 году 96 % выпускников продолжили обучение в вузах.

## Руководство
Коллегиальными органами управления ЛПН являются наблюдательный совет, педагогический совет, общее собрание работников и родительский совет. Директор с апреля 2007 года — Наталия Викторовна Глущенко.

## Достижения
По итогам ЕГЭ 2010 года лицей прикладных наук вошёл в число лучших школ Саратова. По среднему баллу по математике он занял второе место, по русскому языку — седьмое. В 2013 году «РИА Новости» составило всероссийский рейтинг школ повышенного уровня, в котором ЛПН занял 75-е место из 940. В 2014 году лицей попал в список 500 лучших школ страны по версии Московского центра непрерывного математического образования. С 2020 года рейтинговое агентство RAEX последовательно относит ЛПН к 10 лучшим школам Саратовской области по проценту выпускников, поступивших в ведущие вузы России.